# Детвейлер, Роберт
Роберт Милан «Боб» Детвейлер (англ. Robert Milan "Bob" Detweiler; 20 июля 1930, Сентрейлия — 8 декабря 2003, Орем, Юта) — американский гребец, выступавший за сборную США по академической гребле в начале 1950-х годов. Чемпион летних Олимпийских игр в Хельсинки, победитель и призёр регат национального значения. Офицер Военно-морских сил США. Учёный в области физики твёрдого тела.

## Биография
Роберт Детвейлер родился 20 июля 1930 года в городе Сентралия, штат Иллинойс.
Занимался академической греблей во время учёбы в Военно-морской академии США в Аннаполисе, состоял в местной гребной команде, неоднократно принимал участие в различных студенческих регатах, в частности в восьмёрках побеждал на чемпионате Межуниверситетской гребной ассоциации (IRA) и в традиционной регате «Восточные спринты» (Eastern Sprints).
Наивысшего успеха в гребле на международном уровне добился в сезоне 1952 года, когда вошёл в основной состав американской национальной сборной и благодаря череде удачных выступлений удостоился права защищать честь страны на летних Олимпийских играх в Хельсинки. В составе экипажа-восьмёрки в финале обошёл всех своих соперников, в том числе более чем на пять секунд опередил ближайших преследователей из Советского Союза, и тем самым завоевал золотую олимпийскую медаль.
В 1953 году окончил Военно-морскую академию и затем в течение многих лет служил офицером на флоте. Одновременно с военной службой занимался наукой, специализировался на физике твёрдого тела. После увольнения с флота проживал в штате Юта: возглавлял исследования энергии и коммуникаций в Eyring Research Institute в Прово, преподавал математику, историю и английский язык в Alpine Life & Learning Center в Ореме.
Будучи большим любителем музыки и искусства, занимал должность председателя Utah County Art Board, являлся членом-учредителем Utah Piano Quartet, неоднократно принимал участие в постановках Salt Lake Opera Company.
Известно, что после Олимпийских игр Детвейлер стал членом Церкви Иисуса Христа Святых последних дней.
Умер 8 декабря 2003 года в Ореме в возрасте 73 лет.